# San Rafael (Mendoza)
San Rafael je hlavní město stejnojmenného departementu v provincii Mendoza, v centrální části Argentiny. Od Buenos Aires jej dělí vzdálenost vzdušnou čarou 920 km a od chilského Santiaga 250 km. Leží v průměrné nadmořské výšce 690 m n. m. Jižním okrajem města protéká řeka Diamante pramenící z ledovce hory Maipo, která je přítokem řeky Desaguadero.
Město je významným turistickým centrem regionu Cuyo (provincie La Rioja, Mendoza, San Juan a San Luis). Jeho ubytovací kapacita je 150 000 návštěvníků za sezónu. Význam turistiky, služeb a obchodu na ekonomice města narůstá na úkor podílu zemědělství a průmyslu.
První Španělé přišli do regionu okolo města v roce 1551. Za formální datum založení města se považuje 2. duben 1805, kdy byla dokončena stavba pevnosti Fuerte San Rafael del Diamante.

## Fotogalerie

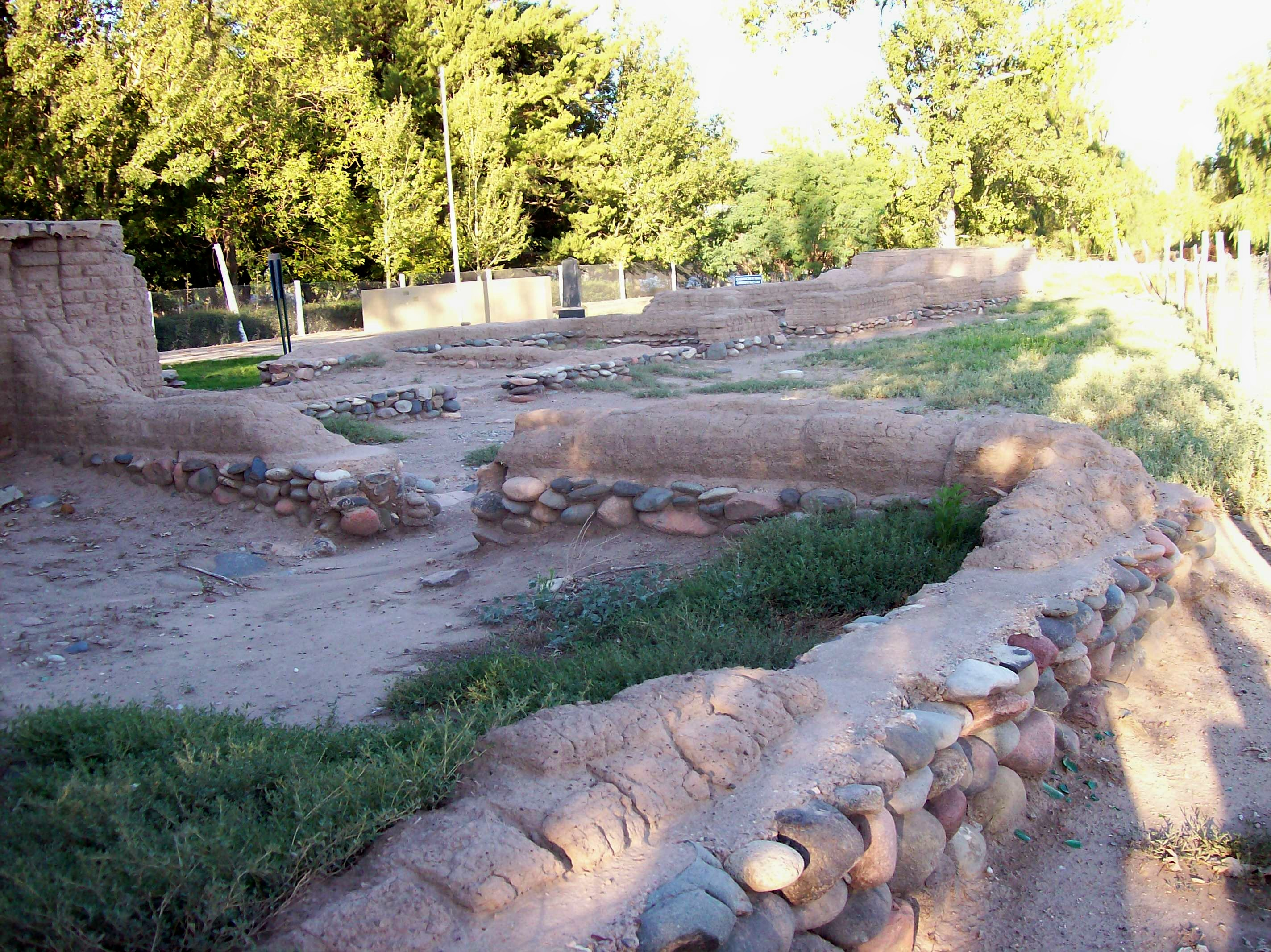
ruiny pevnosti San Rafael del Diamante
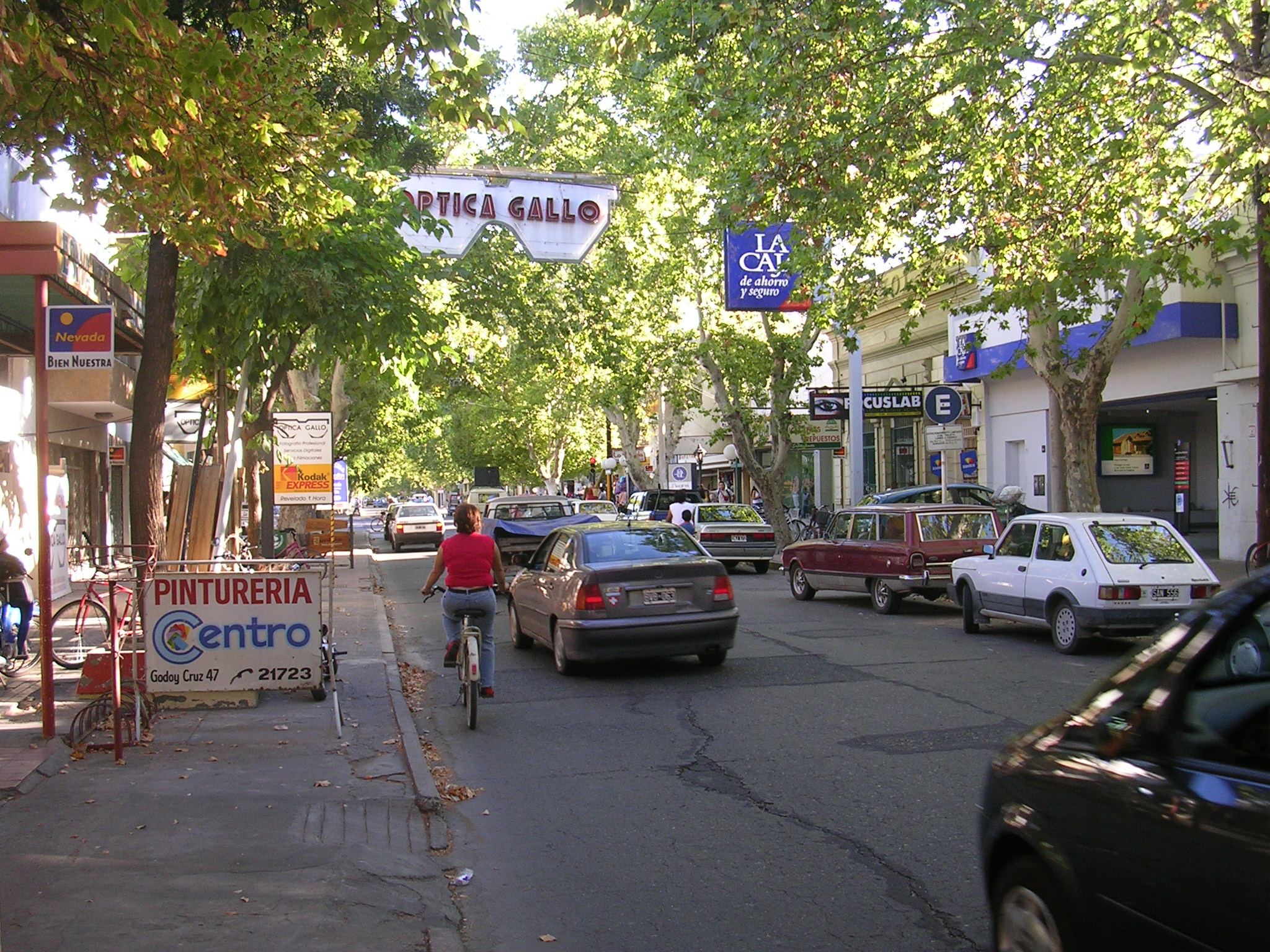
zdejší ulice
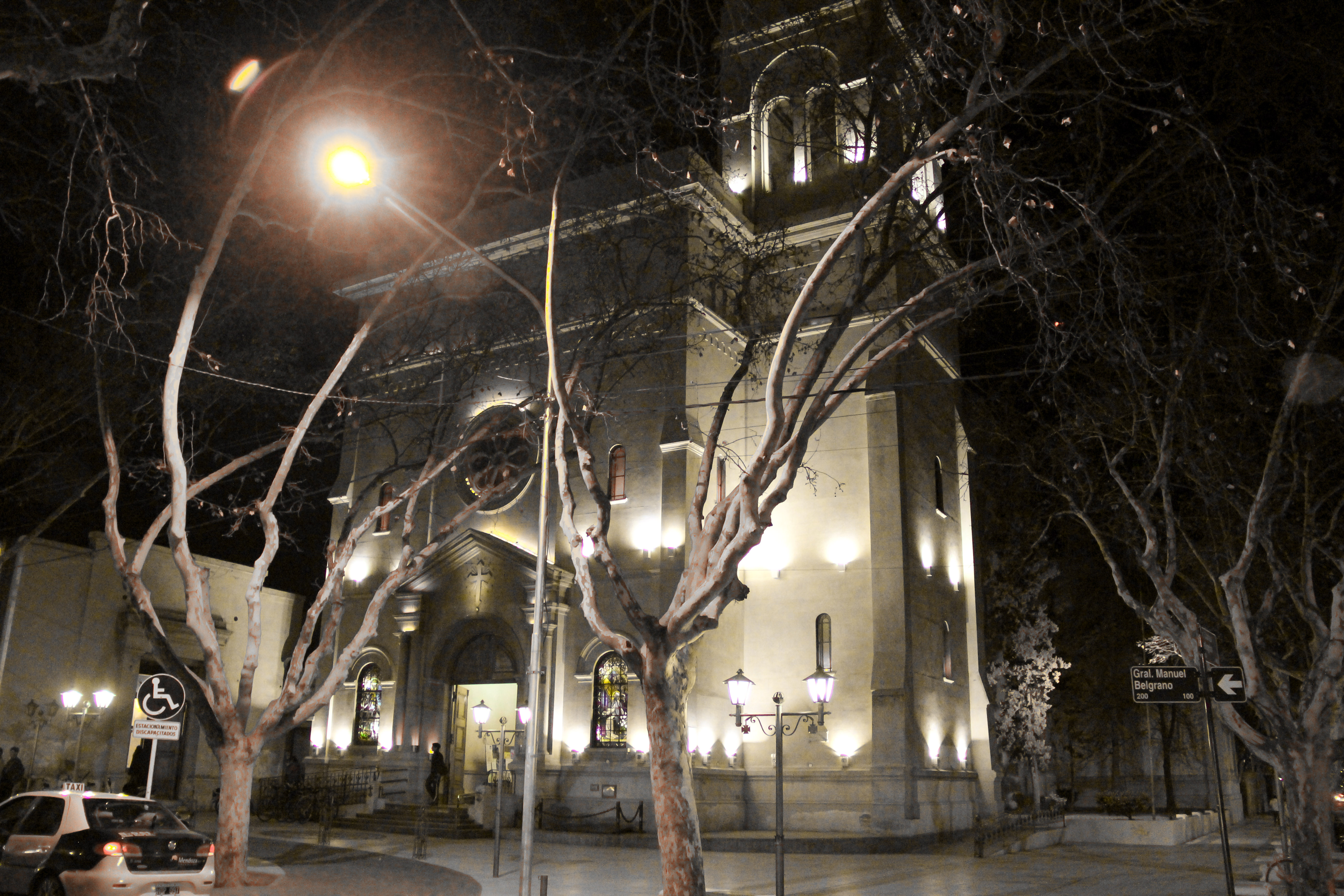
zdejší katedrála